# 최승대
최승대(最勝臺)는 평양시 중구역 금수산의 최고봉인 모란봉에 있는 정자이다. 봉우리가 모란꽃 같이 아름답다 하여 모란봉이라 이름붙여진 것과 마찬가지로 여기서 내려다보는 경치가 최고로 아름답다 하여 최승대라는 이름이 붙여졌다. 본래 최승대 자리는 6세기 중엽에 쌓은 고구려 평양성 북성의 북쪽 장대터였다. 1714년 평양성 수리공사 때 이 자리를 10m가량 돋구고 봉화대를 설치하였고, 조선 숙종 42년인 1716년에 오승대란 이름으로 정자가 세워졌다. 그 후 여러 차례의 보수를 거쳐 오늘에 이르고 있다. 최승대는 현재 정면 3칸(7.36m), 측면 2칸(4.67m)의 단층 겹처마 합각집으로 높은 석축 위에 서 있다. 일대에는 진달래·매화·측향나무·복숭아나무·살구나무·소나무 등이 많이 서식하고 있다.

## 갤러리

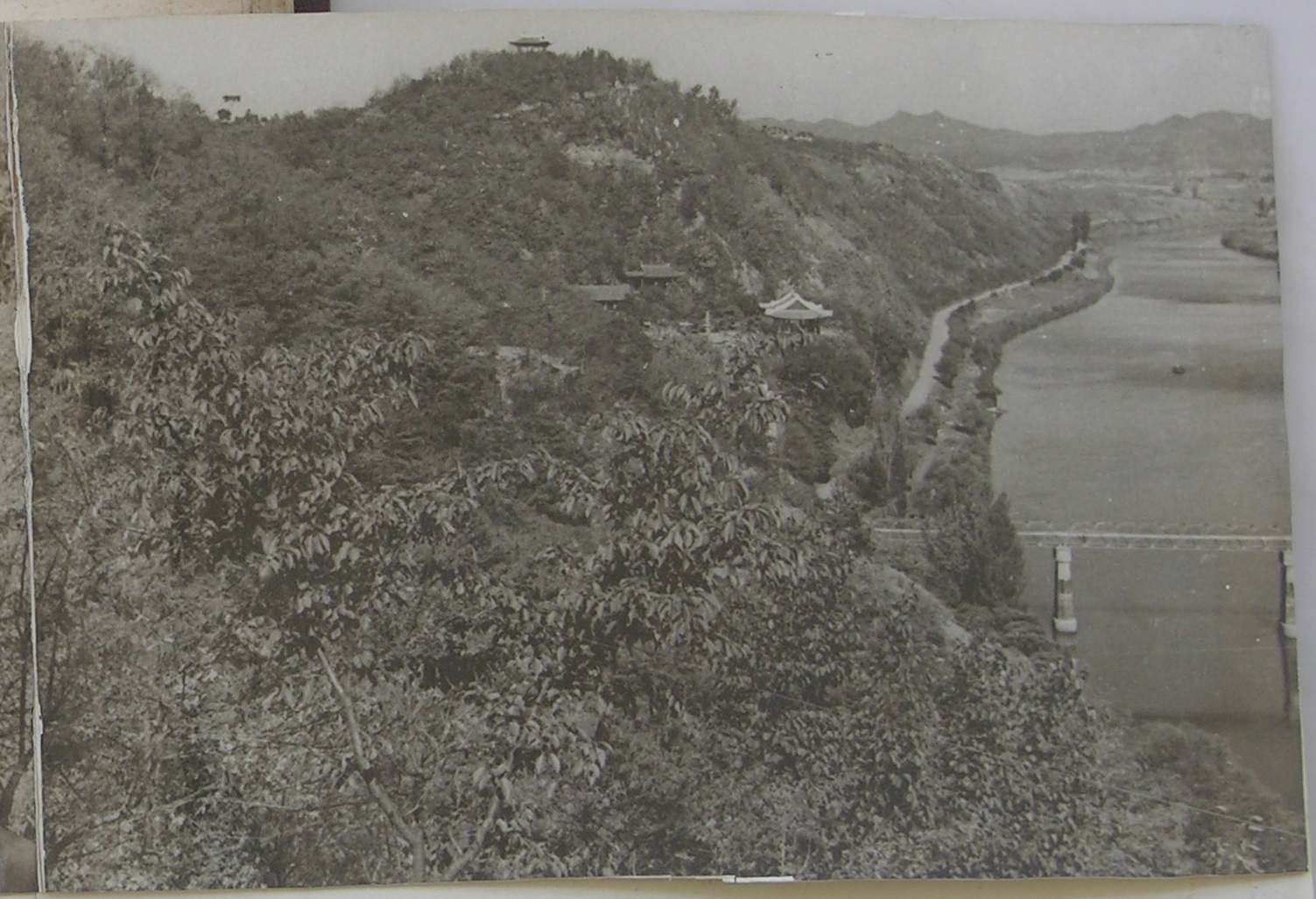
1949년의 모란봉 일대. 정상에 최승대가 있고, 그 아래에 영명사, 부벽루와 벽라교가 보인다.